# Лямперт, Анджей
Анджей Лямперт (пол. Andrzej Lampert; род. 2 октября 1981 года в Хожуве) — польский поп-певец, вокалист ансамбля PIN.
Выпускник Отделения Лёгкой музыки и джаза Музыкальной академии в Катовицах, обучается в Музыкальной академии в Кракове (тенор).
В 1997 выиграл шоу «Szansa na sukces». В 1998—1999 годах член ансамбля «Boom Box», с которым выпустил два альбома: Boom Box (1998) и Czysta energia (1999). В 2005 году основал коллектив PIN, с которым издал один диск — 001.

## Фильмография (dubbing)
- 2007 — High School Musical 2
- 2006 — High School Musical